# Lise Meitner

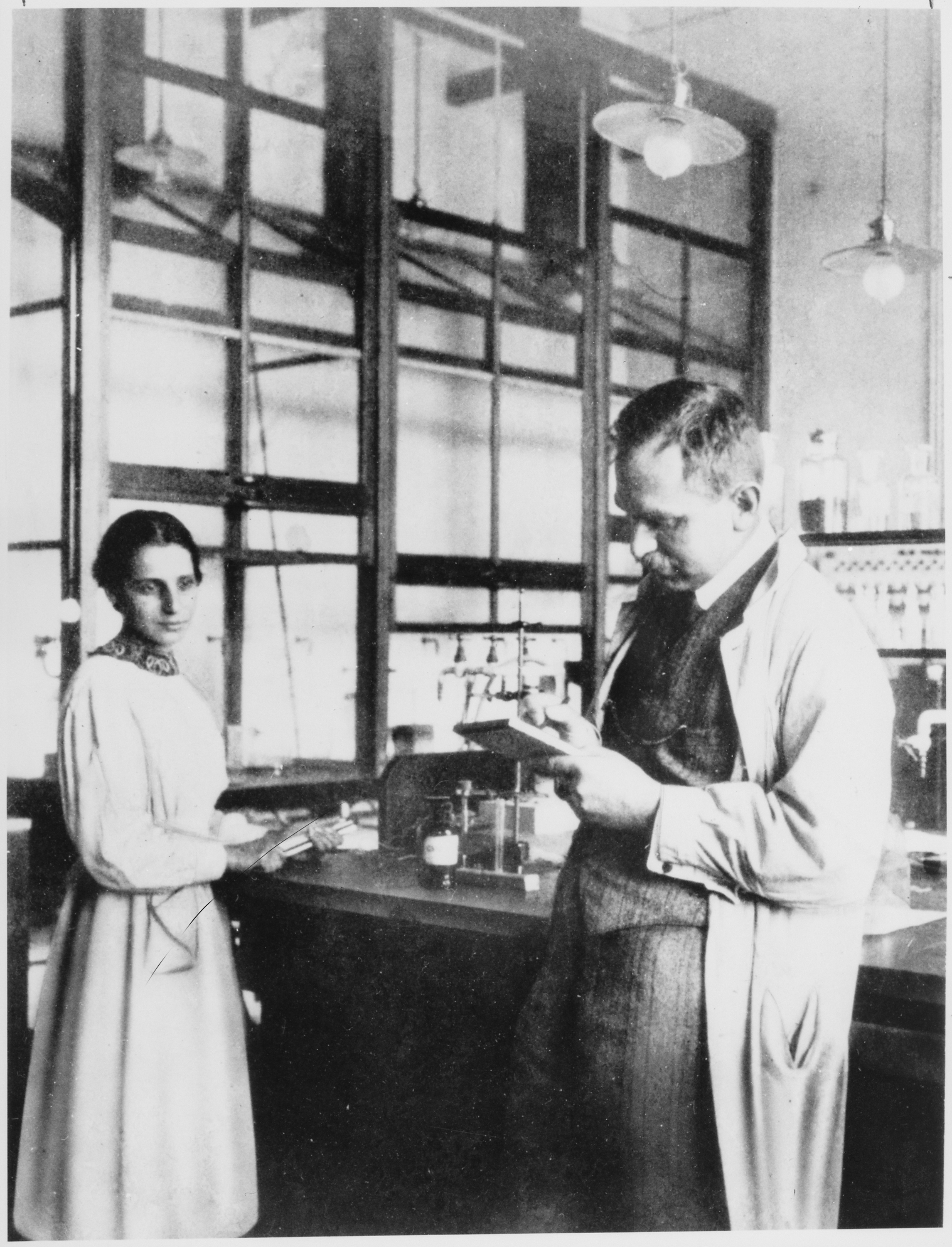
Lise Meitner och Otto Hahn i Tyskland

Lise Meitner, egentligen Elise Meitner,  född 7 november 1878 i Wien, Österrike, död 27 oktober 1968 i Cambridge, var en österrikisk-svensk fysiker inom radioaktivitet och kärnfysik. Lise Meitner har gått till fysikhistorien genom att i december 1938, vid tolkningen av försök utförda av Otto Hahn, lansera den revolutionerande hypotesen att kärnklyvning uppstår då uran utsätts för neutronbestrålning.
Hypotesen bekräftades redan i januari 1939, vid ett experiment utfört av hennes systerson Otto Robert Frisch. Den epokgörande upptäckten var fundamental för utnyttjandet av kärnenergi och initierade den process, som drygt sex år senare ledde fram till atombomben.
Under 22 år, 1938–1960, var Meitner bosatt i Sverige. Hon fick inte dela Nobelpriset i kemi med Otto Hahn, som denne tilldelades 1944 för upptäckten av nukleär fission. Ett flertal forskare har kallat hennes utestängande från priset för en "orättvisa" och Meitner har postumt tilldelats en mängd hedersbetygelser, däribland grundämnet meitnerium som är uppkallat efter henne.

## Biografi

### Tidiga år
Meitner föddes i en judisk familj från Österrike-Ungern och var det tredje av åtta barn till Hedwig (Skovran) från kungariket Ungern och Philipp Meitner(en) från Österrike. Under sin uppväxt hade hon få vänner och kände sig ofta ensam. 1908 lät hon döpa sig när hon konverterade till protestantismen och blev lutheran. Trots en del motstånd från sin familj började hon studera fysik vid Wiens universitet under Ludwig Boltzmann.

### Utbildning
Lise Meitner gick fem år i folkskola och tre år i borgarskola. Flickor hade inte tillträde till gymnasiet som var den normala förberedelsen för den mogenhetsexamen som krävdes för att börja universitetsstudier. Som fjortonåring var Meitners framtidsval därför begränsade då de allra flesta kvinnor på den tiden inte hade något arbete utanför hemmet. Hon valde att utbilda sig till lärare i franska, vilket var ett vanligt kvinnoyrke, även om ingenting tyder på att hon hade något större intresse av detta. Anledningen till hennes val tros därför vara att hon ville ha ett säkerställt jobb för att försörja familjen efter sin fars död, något som inte alls skulle vara lätt som kvinnlig akademiker.

#### Wiens universitet
Efter att hon år 1899 avslutat sin lärarutbildning valde hon att påbörja privata gymnasiestudier för att komma in på Wiens universitet. Meitner studerade intensivt i två år och tog examen år 1901. Samma år började hon sina studier på Wiens universitet och blev en av de första kvinnliga studenter som studerade fysik där. På universitetet inspirerades hon av fysikläraren Ludwig Boltzmanns föreläsningar, vilka hade stort inflytande på hennes ambition att fullfölja sina planer att bli fysiker. Hon disputerade 1907 som första kvinna på universitetet.

#### Berlins universitet
Efter att Meitner hade disputerat i Wien 1907 reste hon till Berlin för att få tillfälle att gå på Max Plancks föreläsningar. Enligt universitetets regler var kvinnor inte tillåtna att gå på föreläsningar, såvida föreläsaren inte hade empati för kvinnan och det fanns lediga platser. Planck gjorde därför ett undantag och tillät att Meitner fick studera för honom. Detta trots sitt tidigare uttalande omkring 10 år tidigare, att kvinnliga studenter vilka har begåvning för fysik endast är undantag som bekräftar regeln, att kvinnor inte är lämpade för högre utbildning. Plancks föreläsningar var en helt annan typ av undervisning än den hon hade vant sig vid under sin tid med Boltzmann, men med Planck som föreläsare upptäckte hon snart, att föreläsningarna gav henne mer kunskap.

### Samarbete med Otto Hahn
I september 1907 märkte hon dock att föreläsningarna i teoretisk fysik inte fyllde hennes tid som hon ville. Då hon ville skaffa sig mer experimentell erfarenhet gick hon till Heinrich Rubens som var universitetets professor i experimentell fysik, detta för att se om hon kunde få tillgång till en laborationsplats. Till hennes förfäran fanns det endast plats i hans eget personliga laboratorium vilket hon fann otänkbart då hon var mycket tillbakadragen och blyg som person. Meitner fann det omöjligt att fråga Rubens om de saker hon inte förstod, vilket skulle vara nödvändigt i början för att komma igång. Då hon frågade Rubens om en forskningsplats första gången, namngav han ett flertal yngre medarbetare som eventuellt skulle finna intresse av att samarbeta med henne. Rubens sa att en annan yngre kemist, Otto Hahn, hade uttryckt intresse för att samarbeta med henne innan hon hann tacka nej till Rubens första erbjudande. Ett fåtal minuter senare inträdde Hahn i rummet. Redan vid första intrycket som Meitner fick var hon säker på att hon skulle finna modet att fråga Hahn om allt hon inte förstod då han uppträdde på ett mycket informellt sätt.
Meitner bad om åtta dagars betänketid, vilket hon blev beviljad. Under den tiden var Otto Hahn tvungen att söka tillstånd hos professor Emil Fischer, föreståndare för den kemiska institutionen. Fischer var känd för att inte tolerera kvinnor på sin institution, med undantag för städerskor. Vid första beskrivningen av den känsliga situationen utbröt han ”På inga villkor får en kvinnlig forskare börja här” men efter ett par andetag tillade han ”Om hon blir i källaren och aldrig kommer in på institutionen så må det vara hänt”. Meitner fick nöja sig med snickeriverkstaden i källaren som arbetsplats. Hahn hade redan inrett denna verkstad som ett laboratorium och gjort den åtkomlig från källardörren. En följd av Fischers begränsningar var att hon inte fick bruka toaletterna på institutionen, utan hennes behov fick lösas på en restaurang längre ner på gatan.
Från 1907 fram till 1912 fortsatte Hahns och Meitners arbete på den kemiska institutionen, för att sedan flytta till det icke statliga Kaiser Wilhem Institutet (KWI). Där jobbade Meitner som oavlönad ”gäst” på Hahns avdelning under ett år tills hon fick en permanent plats på KWI, där arbetet fortsatte som tidigare. Under sina år tillsammans gjorde de ett flertal upptäckter och framsteg inom den akademiska världen. Från 1917 förestod Meitner den fysiska avdelningen, vilken hon själv hade byggt upp. År 1918 upptäckte Meitner och Hahn tillsammans den första långlivade isotopen av grundämnet protaktinium och 1923 upptäckte Meitner Augereffekten, som fått sitt namn av den franske fysikern Pierre Victor Auger som upptäckte samma effekt två år senare. År 1926 anställdes Lise Meitner vid universitetet i Berlin, och hon blev därmed den första kvinnliga professorn i Tyskland. År 1928 blev Hahn föreståndare för institutet i sin helhet. Då KWI inte var statligt kunde Meitner känna sig någorlunda säker när Hitler tillträdde makten 1933.
I och med upptäckten av neutronen i början av 1930-talet, började man inom vetenskapliga kretsar spekulera kring möjligheten att i laboratoriemiljö skapa tyngre grundämnen än det tyngsta som man då kände till; nämligen uran med atomnummer 92. Det resulterade i en vetenskaplig kapplöpning mellan Ernest Rutherford i Storbritannien, Irène Joliot-Curie i Frankrike, Enrico Fermi i Italien, och duon Meitner-Hahn i Berlin. Vid denna tid trodde alla inblandade att detta mycket väl kunde vara grunden för ett Nobelpris.

### Till Sverige

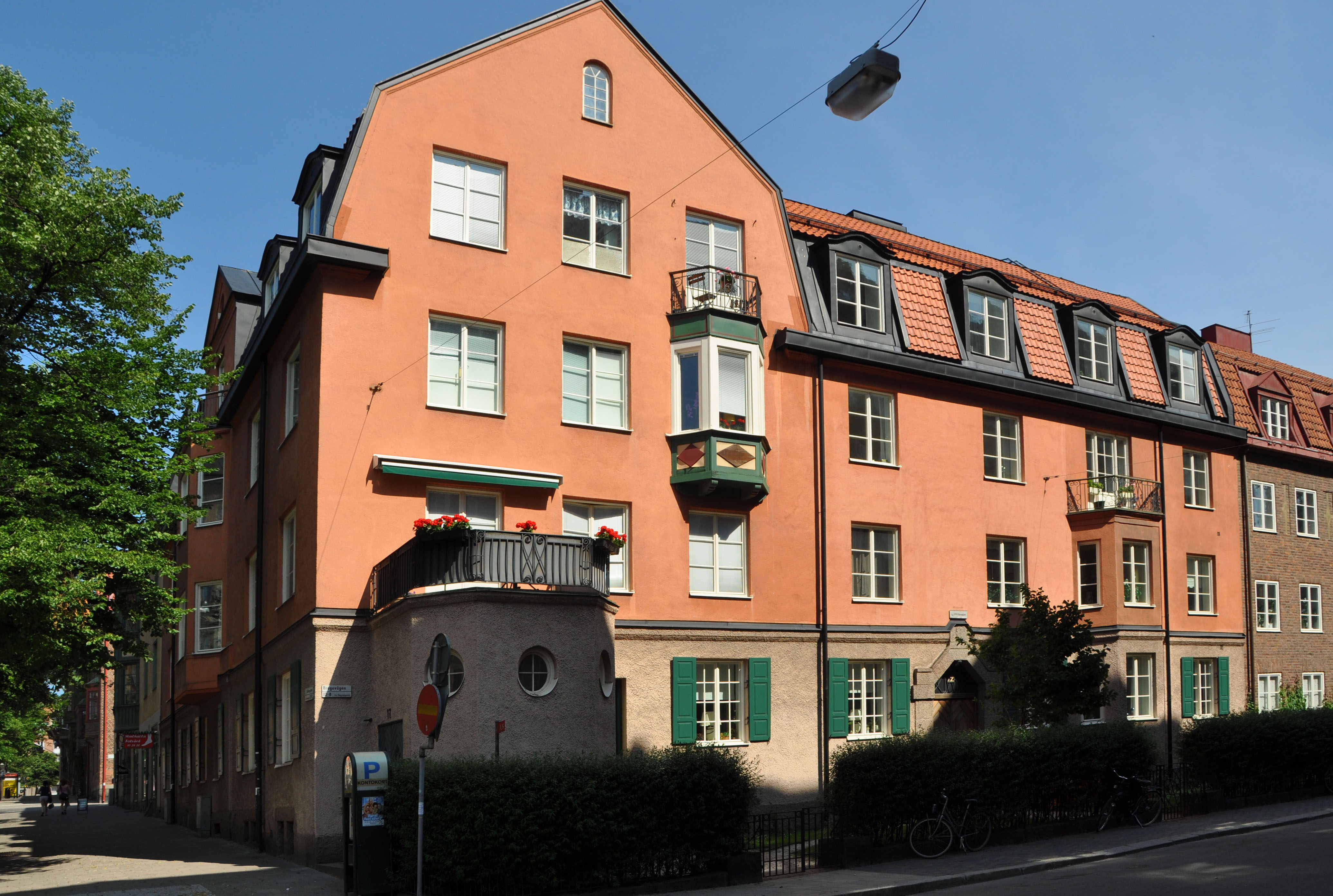
Bragevägen 12 var Meitners bostad under större delen av hennes år i Sverige.

Efter att Tyskland annekterat Österrike 1938 vid den så kallade Anschluss flydde Meitner till Stockholm på inrådan av Dirk Coster i Groningen. Hon väntade in i det sista med att fly från Tyskland, trots att de flesta forskare med judisk bakgrund hade flytt redan 1933. Meitner väntade ända till 1938. På grund av sin judiska bakgrund förvägrades hon ett pass, men lyckades med ett utgånget sådant ta sig till Nederländerna den 13 juli 1938. Hon fortsatte sedan vidare med flyg till Niels Bohr i Köpenhamn och den 1 augusti anlände Meitner till Kungälv i Sverige, där hon mötte väninnan Eva von Bahr. Hon kom till Stockholm i september 1938 och fortsatte där sitt arbete vid Nobelinstitutet för fysik. Tyvärr fick hon inte mycket stöd, mest på grund av Manne Siegbahns fördomar mot kvinnliga forskare.

#### Forskning i Sverige
Hahn och Meitner möttes kort i november samma år för att planlägga sin fortsatta forskning. De påbörjade en brevväxling. Genom brevväxlingen framgick det att Hahn inte förstod vad som skedde när han bestrålade uran i sitt laboratorium i Berlin. Ett brev nådde Meitner när hon var på besök i Kungälv hos Eva von Bahr, Sveriges första kvinnliga docent i fysik. I brevet bad han Meitner om att försöka analysera resultatet av försöken. I sitt svar lanserar hon som första person någonsin hypotesen om hur neutronen gör urankärnan instabil och delar den i två mindre delar, barium och krypton. Detta resulterar också i att några neutroner samt en stor mängd energi frigörs. Meitner kom på den teoretiska förklaringen gällande fission då hon var på besök hos Eva von Bahr under julen 1938, där även hennes systerson fysikern Otto R. Frisch befann sig. Frisch och Meitner var ute på en promenad i vintervädret och plötsligt slogs Meitner av en idé om vad atomklyvningen innebar. Hon satte sig ner på en avhuggen trädstam, tog upp ett papper och en penna och ”klottrade ner” den teoretiska förklaringen för fissionens förlopp. Den frigjorda energin motsvarade den beräknade minskningen av massan enligt Einsteins ekvation {\textstyle E=mc^{2}}. Denna hypotes bekräftades redan i januari 1939, vid ett experiment utfört av Otto Frisch.
Hahn publicerade de kemiska upptäckterna i januari 1939 och Meitner de fysikaliska förklaringarna följande månad tillsammans med Otto Frisch. De döpte processen till "nukleär fission". I denna publikation förutsåg Meitner möjligheten till en kärnreaktion med en enorm energiutveckling. Denna rapport blev startskottet för en febril aktivitet eftersom man förstod att detta kunde användas till vapenproduktion och att dessa forskningsresultat fanns i tyska händer. Leó Szilárd, Edward Teller, och Eugene Wigner övertalade Einstein, som hade möjligheten att skriva ett brev och varna USA:s dåvarande president Franklin D. Roosevelt, vilket så småningom skulle leda fram till det så kallade Manhattanprojektet. Meitner avböjde att deltaga i projektet i Los Alamos, och svarade att "Jag vill inte ha något att göra med en bomb!”
I Sverige var Meitner först verksam vid Nobelinstitutet för fysik, där hon lärde känna Sigvard Eklund som blev hennes vän därefter vid FOA och vid KTH, där hon hade ett av Atomkommittén finansierat laboratorium. Hon fick 1947 en personlig tjänst vid Stockholms högskola med en lön motsvarande en professors. Hon blev svensk medborgare 1949 och deltog tillsammans med projektledaren och vännen Sigvard Eklund i uppbyggnaden av R1, den första svenska kärnreaktorn, vid KTH.

### Nobelpriset hon inte fick
År 1944 delades inget nobelpris ut på grund av kriget, men året därpå kunde Hahn ta emot 1944 års Nobelpris i kemi för den forskning och de upptäckter som han och Meitner gemensamt genomfört under sitt 30-åriga samarbete. Meitner fick inte ta del av priset, trots att en sammanfattning och en slutlig teoretisk syntes åstadkommits av henne. Det finns olika teorier angående varför hon inte fick ta del av priset. Vissa anser att det berodde på att hon var kvinna, judinna och emot militär forskning kring kärnkraft. Andra anser att det huvudsakliga skälet var att Hahn i sin redogörelse för de aktuella experimenten och särskilt dessas tolkning, inte tillräckligt framhöll hennes insats. Hahn beskylldes för att ha tagit äran ifrån henne då han inte nämnde henne i tacktalet han höll när han mottog nobelpriset, dock tillskrev han Meitners insats stor betydelse i den publicerade versionen av sin nobelföreläsning. Meitner själv kommenterade kontroversen i ett brev, "Hahn förtjänade givetvis Nobelpriset i kemi. Det finns ingen tvekan om saken. Men det är min uppfattning att Otto Robert Frisch och jag bidrog något inte obetydligt till klargörandet av uranfissionsprocessen – hur den uppkommer och att den producerar så mycket energi och det var något väldigt avlägset för Hahn."
Att upptäckten av nukleär fission skulle resultera i ett Nobelpris var väntat. Meitner och Hahn hade ett flertal gånger blivit nominerade till kemi- såväl som fysikpriset. På 90-talet offentliggjordes dokumenten från Vetenskapsakademien överläggningar och dess val att tilldela Hahn priset ensamt analyserades av Ruth Lewin Sime, som 1996 publicerade en biografi om Meitner. I en artikel i The American Physical Societys tidskrift "Physics today" från 1997, sammanfattar hon tillsammans med Elisabeth Crawford och Mark Walker sina fynd: "Det tycks som att Lise Meitner inte delade 1944 års pris på grund av att Nobelkommitténs struktur inte var anpassade för att bedöma interdisciplinärt arbete; på grund av att ledamöterna i kemikommittén var ovilliga att bedöma hennes insats rättvist; och på grund av att svenska forskare under krigstiden förlitade sig på sin egen begränsade expertis. Meitners utelämnande från kemipriset kan mycket väl sammanfattas som en blandning av ämnesmässig bias, politisk tröghet, ignorans och förhastning".
Max Perutz som tilldelades Nobelpriset i kemi 1962, delar den uppfattningen: "Inlåsta i Nobelkommitténs arkiv under 50 år, visar dessa dokument som ledde till detta orättvisa pris nu hur de långa överläggningar i Nobeljuryn hämmades av en brist på förståelse både för det gemensamma arbetet som föranledde upptäckten och Meitners skriftliga och verbala bidrag efter flykten från Berlin."
Trots detta fortsatte Meitner och Hahns vänskap under hela deras liv.

### Senare år
Efter 22 år i Sverige bestämde sig Meitner 1960 för att flytta till Cambridge i England där systersonen Otto Frisch bodde och arbetade som professor i teoretisk fysik. Hon fortsatte med att resa, föreläsa, och gå på konserter, då hennes intresse för musik var stort. Men hon började gradvis sluta med dessa aktiviteter allt eftersom hennes styrka minskade. Meitner dog den 27 oktober 1968, elva dagar före sin 90-årsdag. Det anses mycket anmärkningsvärt att hon blev så gammal trots att hon under större delen av sitt liv utsatts för farlig strålning.

## Priser och utmärkelser
Det var först under hennes senare år som hon blev belönad för sina insatser. Både nationella och internationella institut fick då upp ögonen för henne och hon erhöll flera eftertraktade priser.
- Meitner invaldes 1945 som utländsk ledamot nummer 826 av Kungliga Vetenskapsakademien, och räknades från 1951 till de inhemska ledamöterna, med nummer 968.
- Meitner förärades 1946 priset som "Woman of the Year" av "the National Women's Press Club" i USA.
- År 1949 mottog hon Max Planck-medaljen av Tyska fysikersamfundet.
- År 1955 belönades Meitner med Otto-Hahn-Preis für Chemie und Physik
- År 1955 invald som utländsk ledamot av "the Royal Society of Science".[30]
- År 1957 mottog Meitner av den tyske förbundspresidenten Theodor Heuss Tysklands förnämsta utmärkelse, orden Pour le Mérite
- År 1959 invigdes det nya Hahn-Meitner-Institut für Kernforschung i Berlin av borgmästare Willy Brandt.
- År 1960 invald som utländsk hedersledamot av "the American Academy of Arts and Sciences".
- År 1960 tilldelades Meitner den österrikiska Wilhelm Exner-medaljen.
- År 1966 belönades Hahn och Meitner med Enrico Fermi-priset tillsammans med Fritz Straßmann.
- År 1967 tilldelades Meitner "Österreichischen Ehrenzeichen für Wissenschaft und Kunst".
- Meitner fick år 1997 grundämnet 109, meitnerium med kemiskt tecken Mt, uppkallat efter sig.
- Meitner har fått en gata uppkallad efter sig i Hagastaden, Stockholm.[31]
- År 1999 inrättade Lunds Tekniska Högskola en Lise Meitner gästprofessur.[32]
- Asteroiden 6999 Meitner är uppkallad efter henne.[33]
- Nedslagskratern Meitner på månen.[34]
- Nedslagskratern Meitner på planeten Venus.[35]
- Lise Meitner-dagarna är en årligen återkommande konferens för fysikintresserade gymnasieelever. Bakom står Svenska Fysikersamfundet och Svenska nationalkommittén för fysik.[36]
- Sedan 2014 finns Lise Meitner Denkmal framför Humboldt-universitetets huvudbyggnad vid Unter den Linden i Berlin.[37] Den är utförd av skulptören Anna Franziska Schwarzbach.
- År 2016 utsågs Uddmanska huset i Kungälv till en European Physical Society historic site, som uppmärksammar Lise Meitners roll för upptäckten av kärnklyvning.[38]

## Priser till Lise Meitners ära

### Lise Meitner Prize
European Physical Society delar sedan år 2000 ut utmärkelsen Lise Meitner Prize för excellent forskning inom kärnfysik.

### Lise Meitner Medal and Prize
Institute of Physics (IOP) delar sedan 2016 ut Lise Meitner Medal and Prize
Pristagare är:
- 2018 doktor Eilish McLoughlin, Dublin City University
- 2017 professor Lucie Green, University College London

### Göteborgs Lise Meitnerpris
Sedan år 2006 delar Fysikcentrum Göteborg i samarbete med Kungälvs kommun ut Göteborgs Lise Meitnerpris till Lise Meitners ära. Priset går till en forskare som gjort en banbrytande upptäckt inom fysiken.
Pristagare är:
- 2018 professor Chandrashekhar Joshi, fysiker vid University of California[43]
- 2017 professor Françoise Combes, fransk astrofysiker vid l’Observatoire de Paris[44]
- 2016 professor Klaus Blaum, tysk fysiker vid Max Planck Institute for Nuclear Physics i Heidelberg[45]
- 2015 professor Ivan Schuller, tysk fysiker vid University of California, San Diego[46]
- 2014 professor Ewine F. van Dishoeck, forskar om molekylär astrofysik vid Leiden Observatory[47]
- 2013 professor Mildred Dresselhaus, amerikansk fysiker vid Electrical Engineering and Physics på Massachusetts Institute of Technology, MIT[48]
- 2012 professor Werner Nahm, forskar om matematisk fysik vid Dublin Institute for Advanced Studies[49]
- 2010/11 professor Stefan W. Hell, fysiker vid Max Planck Institute for Biophysical Chemistry i Göttingen[50]
- 2009 professor Renata Kallosh, teoretisk fysiker vid Stanford University[51]
- 2008 professor I. K. Yanson
- 2007 professor Pierre Ramond
- 2006 professor Robert Marc Friedman

## Efterlämnade handlingar
Meitners omfattande korrespondens, texter med mera finns i Meitner Collection, Churchill College Archives Centre, Cambridge.